# بيرل إيتون
بيرل إيتون (بالإنجليزية: Pearl Eaton)‏ هي راقصة ومغنية وعارضة وممثلة أمريكية، ولدت في 1 أغسطس 1898 في نورفولك في الولايات المتحدة، وتوفيت في 10 سبتمبر 1958 في مانهاتان بيتش في الولايات المتحدة.

## وصلات خارجية
- بيرل إيتون على موقع IMDb (الإنجليزية)
- بيرل إيتون على موقع أول موفي (الإنجليزية)
- بيرل إيتون على موقع قاعدة بيانات برودواي على الإنترنت (الإنجليزية)
- بيرل إيتون على موقع قاعدة بيانات الأفلام السويدية (السويدية)
- بيرل إيتون على موقع قاعدة بيانات الفيلم (الإنجليزية)
- بيرل إيتون على موقع كينوبويسك (الروسية)